# تومي جونز (لاعب كرة قدم أمريكية أمريكي)
تومي جونز (بالإنجليزية: Tommy Jones)‏ هو لاعب كرة قدم أمريكية أمريكي، ولد في 3 أغسطس 1979 في إيتون في الولايات المتحدة.

## روابط خارجية
- تومي جونز على موقع كلية كرة القدم في سبورتس رفرنس.كوم (الإنجليزية)